# Inminban
Inminban (kor. 인민반, rev. inmin-ban, MR inmin-ban, deutsch: ‚Volkseinheit‘) ist eine der Nachbarschaftswache ähnliche Form der kooperativen lokalen Organisation in Nordkorea. Alle Nordkoreaner sind innerhalb dieses Systems organisiert, es gibt keine nordkoreanischen Bürger außerhalb eines Inminbans.

## Geschichte
Das Netzwerk der Inminban wurde in den späten 1960er Jahren eingeführt. Jede nordkoreanische Frau, welche keiner Vollzeitarbeit nachgeht, ist verpflichtet, an Aktivitäten des Inminbans teilzunehmen. Diese beinhalten unter anderem die Reinigung öffentlicher Toiletten, die Reinigung der Nachbarschaft, die Herstellung kleiner Gegenstände zu Hause, und gelegentliches Pendeln aufs Land, um bäuerliche Arbeiten zu verrichten. Frauen ohne Arbeitsstelle blieben auf diese Weise fast genauso beschäftigt wie Frauen mit einer Arbeitsstelle und wurden in der Arbeitnehmerstatistik mitgezählt. Zum Zeitpunkt der Einführung von Inminbans bekamen nordkoreanische Frauen mit einer festen Arbeitsstelle eine Ration von 700 Gramm Reis pro Tag, während Frauen im Inminban nur 300 Gramm Reis pro Tag erhielten. Seit den 1990er Jahren verringerte sich die Effektivität des Systems.

## Struktur
Ein typisches Inminban besteht aus 25 bis 50 Familien und wird durch Nähe des Wohnsitzes bestimmt. Ein Inminban kann beispielsweise aus allen Familien bestehen, die sich einen gemeinsamen Aufgang teilen. Jedem Inminban steht eine Frau, normalerweise im mittleren Alter, vor, die als inminbanjang (Vorsteher der Volkseinheit) bezeichnet wird. Für ihre Arbeit erhält sie eine kleine Zuwendung vom Staat sowie zusätzliche Rationen.
Auch wenn es ihn unterstützt, ist das Inminban-System formal nicht Teil des nordkoreanischen Sicherheitsapparats. Alle Mitglieder eines Inminbans sind verantwortlich für die gegenseitige Überwachung auf kriminelle Aktivitäten oder politischen Ungehorsam. Die Vorsteherin spricht regelmäßig mit Parteibehörden und berichtet Fehlverhalten. Das lokale Bezirksbüro des Volkskomitees (洞事務所人民委員會) beaufsichtigt ihre Arbeit und leitet Weisungen der Staatspartei an sie weiter.
Einige Gelehrte behaupten, dass Nordkorea durch seine Wirtschaftskrise und darauf folgende Hungersnot in den 1990ern nicht mehr in der Lage war, die inminbanjang für ihre Arbeit zu entschädigen, sodass ihr Anreiz, dem Staat bei der gesellschaftlichen Kontrolle zu helfen, gering war. Inminbanjang sind wohl immer noch ein wichtiger Teil des nordkoreanischen Sicherheitsapparats, aber wahrscheinlich weniger motiviert und gründlich als früher.
Zusätzlich zur Überwachung übernehmen Inminban die Verwaltung der Nachbarschaft, beispielsweise durch die Entsorgung von Abfällen und Abwässern, was ein zusätzliches Einkommen generieren kann.